# Cliococca selaginoides
Cliococca selaginoides är en linväxtart som först beskrevs av Jean-Baptiste de Lamarck, och fick sitt nu gällande namn av C.M. Rogers och Mildner. Cliococca selaginoides ingår i släktet Cliococca och familjen linväxter. Inga underarter finns listade i Catalogue of Life.

## Bildgalleri

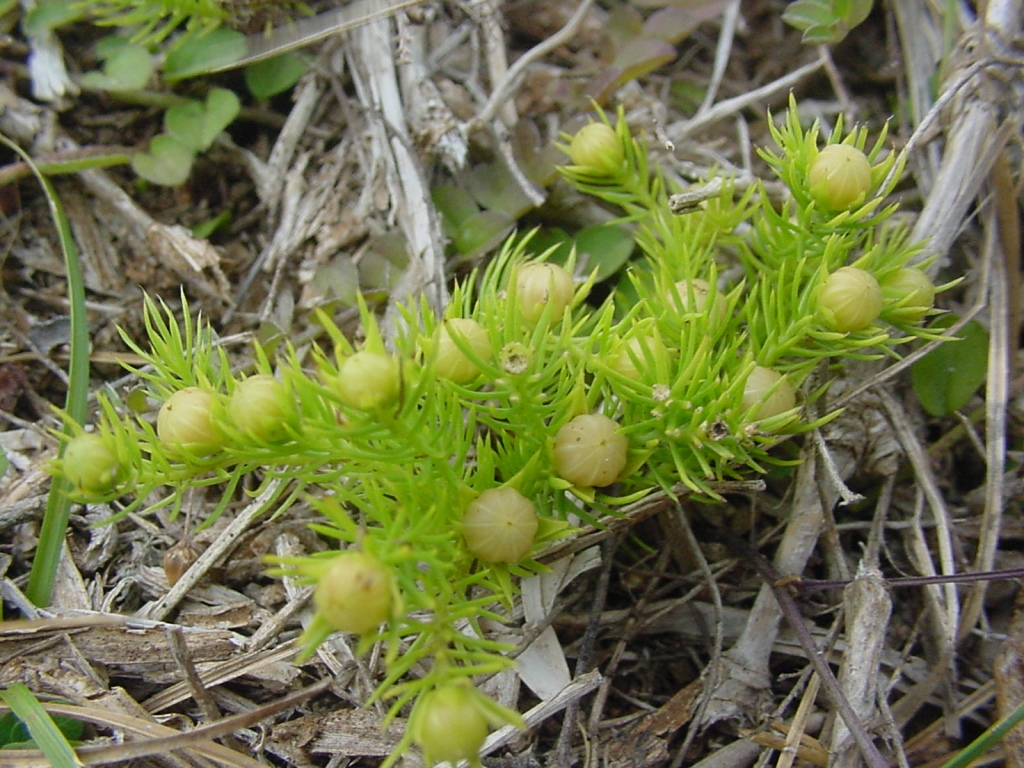